# 電子情報学部
電子情報学部（でんしじょうほうがくぶ）は、電子情報学を教育研究するために大学に設置される学部の名称。
東海大学が2001年4月に設置、2006年3月まで存在した学部。2006年4月に情報理工学部に名称変更された。2013年3月をもって廃止となった。

## 電子情報学部に置かれる学科
- 情報科学科
- 情報メディア学科
- コンピュータ応用工学科
- 経営システム工学科
- コミュニケーション工学科
- 電気電子工学科
- エレクトロニクス学科